# اریف اردم
اریف اردم (انگلیسی: Arif Erdem؛ زادهٔ ۲ ژانویهٔ ۱۹۷۲) یک بازیکن فوتبال اهل ترکیه است.
وی همچنین در تیم ملی فوتبال ترکیه بازی کرده‌است.